# Рајо (Висконсин)
Рајо (енгл. Rio) град је у америчкој савезној држави Висконсин.

## Демографија
По попису из 2010. године број становника је 1.059, што је 121 (12,9%) становника више него 2000. године.
| Група             | 2000.       | 2010.         |
| Белци             | 907 (96,7%) | 1.024 (96,7%) |
| Афроамериканци    | 1 (0,1%)    | 2 (0,2%)      |
| Азијати           | 0 (0,0%)    | 3 (0,3%)      |
| Хиспаноамериканци | 16 (1,7%)   | 15 (1,4%)     |
| Укупно            | 938         | 1.059         |